# Lochmaeotrochus gardineri
Espèce
Statut CITES
Lochmaeotrochus gardineri est une espèce de coraux appartenant à la famille des Caryophylliidae.